# 神園町

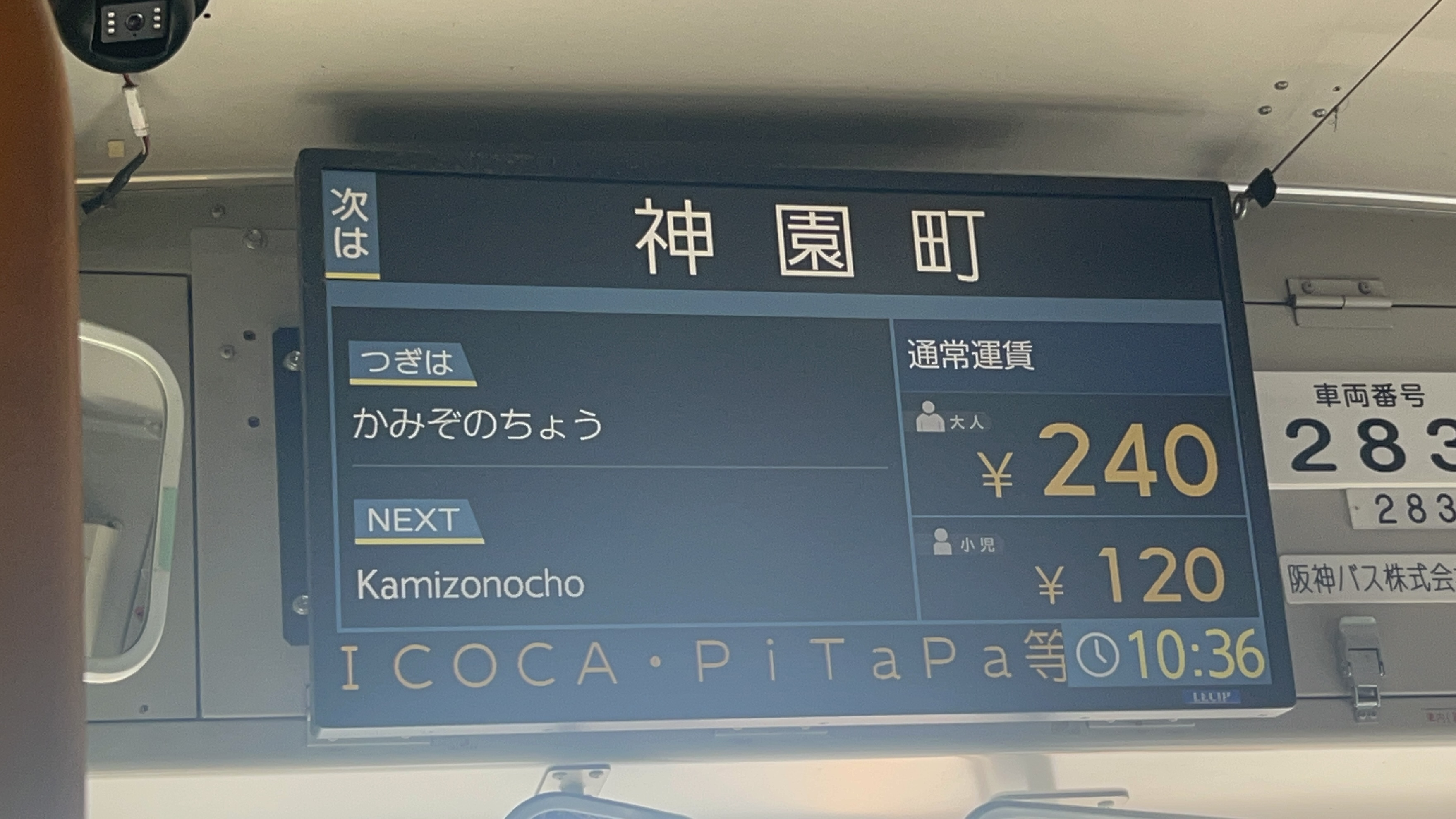
阪神バス神園町停留所案内

神園町（かみぞのちょう）は、兵庫県西宮市にある町丁。丁目はない。郵便番号は662-0027。座標: 北緯34度45分30.214秒 東経135度19分42.420秒 / 北緯34.75839278度 東経135.32845000度

## 地理
東は甲陽園若江町、西は獅子ケ口町、南は神原、北は甲陽園西山町と隣接している。

## 交通

### 鉄道
阪急甲陽線が当町内を走っているが駅はない。

### バス
| 路線名   | 業者     | 起点   | 町内の停留所                          | 終点   | 備考      |
| -------- | -------- | ------ | ------------------------------------- | ------ | --------- |
| 鷲林寺線 | 阪神バス | (環状) | (甑岩町)-神園町-獅子ケ口北-(北名次町) | (環状) |           |
| 鷲林寺線 | 阪神バス | (環状) | (甑岩町)-神園町-獅子ケ口北-(松風町)   | (環状) | 2往復のみ |

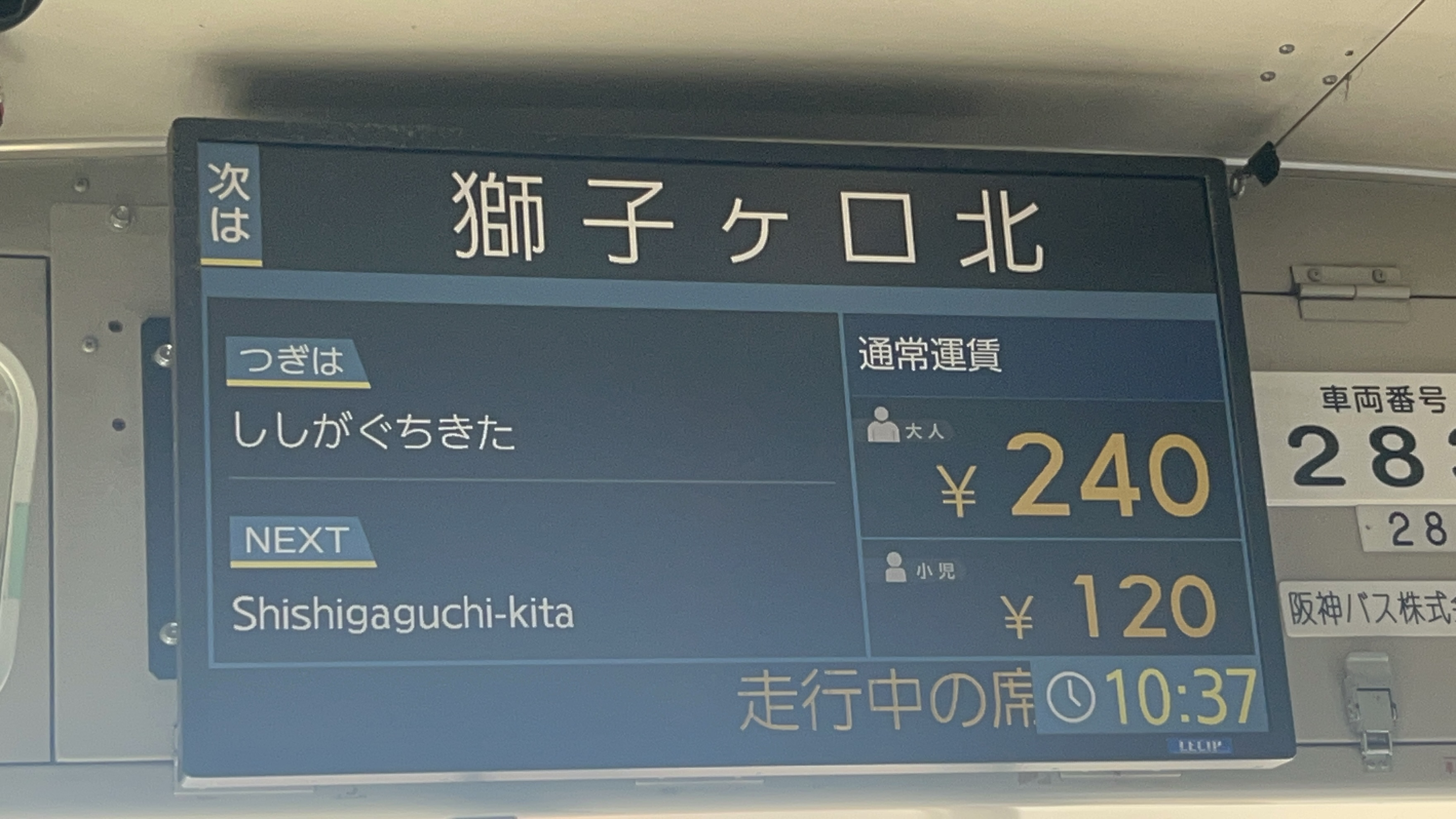
阪神バス獅子ケ口北停留所案内

## 校区
出典:
| 区域 | 小学校       | 中学校     |
| ---- | ------------ | ---------- |
| 1    | 神原小学校   | 大社中学校 |
| 2    | 神原小学校   | 大社中学校 |
| 3    | 甲陽園小学校 | 大社中学校 |
| 4    | 甲陽園小学校 | 大社中学校 |
| 5    | 甲陽園小学校 | 大社中学校 |
| 6    | 甲陽園小学校 | 大社中学校 |
| 7    | 甲陽園小学校 | 大社中学校 |
| 8    | 甲陽園小学校 | 大社中学校 |
| 9    | 甲陽園小学校 | 大社中学校 |
| 10   | 甲陽園小学校 | 大社中学校 |
| 11   | 甲陽園小学校 | 大社中学校 |
| 12   | 甲陽園小学校 | 大社中学校 |
| 13   | 甲陽園小学校 | 大社中学校 |
| 14   | 甲陽園小学校 | 大社中学校 |
| 15   | 甲陽園小学校 | 大社中学校 |
| 16   | 甲陽園小学校 | 大社中学校 |

## 施設
- 夙川学院ソレイユ認定こども園
- 神園公園